# Macrophthalmidae
Macrophthalmidae – rodzina skorupiaków z infrarzędu krabów.
Takson ten wyróżnił w 1851 James Dwight Dana. Systematyka rodziny przedstawia się następująco:
- podrodzina: Ilyograpsinae Števčić, 2005
  - Apograpsus Komai et Wada, 2008
  - Ilyograpsus Barnard, 1955
- podrodzina: Macrophthalminae Dana, 1851
  - Australoplax Barnes, 1966
  - Chaenostoma Stimpson, 1858
  - Enigmaplax Davie, 1993
  - Euplax H. Milne Edwards, 1852
  - Hemiplax Heller, 1865
  - Lutogemma Davie, 2009
  - Macrophthalmus Desmarest, 1823
  - Tasmanoplax Barnes, 1967
  - Venitus Barnes, 1967
- podrodzina: Tritodynamiinae Števčić, 2005
  - Tritodynamia Ortmann, 1894